# Влатко Ведрал
Влатко Ведрал (рођен у Београду, 19. августа 1971) је британски физичар српског порекла. Тренутно је професор физике на Универзитету у Оксфорду и Центру за квантне технологије Националног универзитета у Сингапуру. До 2012. објавио је преко 200 истраживачких радова везаних за квантну механику и квантне информације. Радио је као професор у Лидсу, а повремено је предавао у Бечу, Сингапуру и Канади. Аутор је неколико књига, од којих је најпознатија Декодирање стварности: Универзум као квантна информација (енгл. Decoding Reality: The Universe as Quantum Information).
Завршио је Математичку гимназију у Београду, а након тога је дипломирао и докторирао на Империјалном колеџу у Лондону 1998. године.